# John Kostecki
John Paul Kostecki (Pittsburgh, 7 de julio de 1964) es un deportista estadounidense que compitió en vela. Fue el primer regatista que consiguió una medalla olímpica, ganar la Vuelta al mundo a vela (Volvo Ocean Race) y la Copa América.
Participó en los Juegos Olímpicos de Seúl 1988, obteniendo una medalla de plata en la clase Soling (junto con William Baylis y Robert Billingham).
Ganó cuatro medallas en el Campeonato Mundial de Soling entre los años 1985 y 1985, y una medalla de plata en el Campeonato Europeo de Soling de 1988.

## Trayectoria deportiva
Se crio en San Rafael (California) y estudió en el Novato High School. Comenzó a navegar en la bahía de San Francisco y pertenece al Club de Yates St. Francis desde 1979.
Fue campeón mundial en las clases Sunfish (1982), Soling (1986 y 1988), J/24 (1988), 6 metros (1989), One Ton (1994), Mumm 36 (1996, 1997 y 1998), One Design 48 (1997) y Farr 40 (1999).

### Vuelta al mundo a vela
Kostecki participó en la Vuelta al mundo a vela de 1997-98 como copatrón y táctico del Chessie Racing. En la edición de 2001-02 ganó la regata con el Illbruck Challenge, y además batió el récord de velocidad en monocascos al navegar 484 mn en 20:02, durante la séptima etapa de la regata. En la edición de 2005-06 navegó como táctico del Ericsson Racing Team.

### Copa América
Con el equipo Oracle Challenge ganó la Copa en 2010 y en 2013 como táctico, aunque en la edición de 2013 fue remplazado en el puesto por Ben Ainslie.

## Palmarés internacional
| \| Juegos Olímpicos \| Juegos Olímpicos \| Juegos Olímpicos \| Juegos Olímpicos \| \| Año \| Lugar \| Medalla \| Clase \| \| ----------------------- \| ---------------------------- \| ----------------- \| ---------------- \| \| 1988 \| Seúl (Corea del Sur) \| Medalla de plata \| Soling \| \| Campeonato Mundial \| \| \| \| \| Año \| Lugar \| Medalla \| Clase \| \| 1985 \| Sarnia (Canadá) \| Medalla de bronce \| Soling \| \| 1986 \| La Trinité-sur-Mer (Francia) \| Medalla de oro \| Soling \| \| 1987 \| Kiel (RFA) \| Medalla de plata \| Soling \| \| 1988 \| Melbourne (Australia) \| Medalla de oro \| Soling \| \| Campeonato Europeo[n 1] \| \| \| \| \| Año \| Lugar \| Medalla \| Clase \| \| 1988 \| Alassio (Italia) \| Medalla de plata \| Soling \| |                              |                   |        |
| Juegos Olímpicos |                              |                   |        |
| Año | Lugar                        | Medalla           | Clase  |
| 1988 | Seúl (Corea del Sur)         | Medalla de plata  | Soling |
| Campeonato Mundial |                              |                   |        |
| Año | Lugar                        | Medalla           | Clase  |
| 1985 | Sarnia (Canadá)              | Medalla de bronce | Soling |
| 1986 | La Trinité-sur-Mer (Francia) | Medalla de oro    | Soling |
| 1987 | Kiel (RFA)                   | Medalla de plata  | Soling |
| 1988 | Melbourne (Australia)        | Medalla de oro    | Soling |
| Campeonato Europeo |                              |                   |        |
| Año | Lugar                        | Medalla           | Clase  |
| 1988 | Alassio (Italia)             | Medalla de plata  | Soling |

1. ↑  En algunas ediciones del Campeonato Europeo se permitió la participación de regatistas de otros continentes.